# Star Fox: Assault
Star Fox: Assault (スターフォックス アサルト Sutā Fokkusu Asaruto?) es un videojuego desarrollado por Namco en el 2004 para la videoconsola GameCube, aunque estuvo disponible desde el 1 de febrero solo para alquiler en las tiendas Blockbuster y Hollywood Video a manera de promoción. Es la secuela del juego Star Fox Adventures también de GameCube y pertenece a la saga de juegos de Star Fox. También es conocido por sus siglas SF:A o SFA.

## Historia
La historia toma lugar un año después de la muerte del emperador Andross visto en Star Fox Adventures, empieza cuando Andrew Oikonny, sobrino de Andross decide reconquistar el imperio de su tío reuniendo tropas para iniciar una rebelión; ante la amenaza de Oikonny, el General Pepper, jefe al mando de las defensas del Sistema Lylat, toma cartas en el asunto y decide llamar al equipo Star Fox (conformado por Fox McCloud, Falco Lombardi, Peppy Hare, Slippy Toad, ROB 64 y, la nueva integrante, Krystal) para terminar con la amenaza.
El equipo Star Fox acude al llamado. Sin embargo, durante la lucha contra Oikonny, una extraña criatura similar a un enorme insecto interfiere y derrota al rebelde. ROB acuerda con los análisis efectuados se trata de un aparoide ("aparoid"). El equipo Star Fox lo vence luego de enfrentarle y por petición de Peppy, Fox McCloud tiene que examinar el cuerpo del aparoide derrotado, Fox encuentra allí una "Memoria Genética" que recoge para efectuar investigaciones.
Mientras retornaban, son alertados que la base de Corneria en Katina está bajo ataque por parte de los aparoides, estos a su vez están usando incubadoras para generar nuevos aparoides, Fox destruye todas las incubadoras pero luego aparece un enorme aparoide (que también tiene una Memoria Genética en él) al que tiene que enfrentar, luego de derrotarlo, Pigma Dengar del Equipo Star Wolf (rivales del equipo Star Fox) aparece, hurta la Memoria Genética y escapa.
Fox y su equipo rastrean a Pigma hasta un popular refugio de bandidos en Sargasso, lo buscan en el interior sin éxito, pero de pronto aparece el equipo Star Wolf que les informa que Pigma ya no es miembro del grupo, Panther Caroso se presenta a sí mismo como el nuevo miembro del equipo Star Wolf y de inmediato empieza un enfrentamiento entre ambos equipos; luego de la pelea, Panther le revela a Krystal que Pigma se encuentra en el planeta Fichina.
Por su parte, Pigma voló al planeta Fichina donde apagó el Centro de Control Climático provocando una fuerte nevada, también han llegado aparoides al planeta, aparentemente siguiendo a Pigma; el equipo Star Fox llega y Fox tiene que encender nuevamente el Centro de Control Climático, sin embargo luego de lograrlo, apareció un enorme aparoide que tomaría el Reactor de Control Climático y el equipo Star Fox tendría que derrotarlo. 
Una vez habiendo derrotado al aparoide, el equipo Star Fox fue persiguiendo a Pigma a través de un cinturón de asteroides, finalmente el equipo Star Fox lucharía y derrotaría a Pigma (quien ahora estaba controlado por los aparoides), de esta manera Fox recuperaría la Memoria Genética que tenía información vital y permitiría al equipo Star Fox localizar el planeta de origen de los aparoides.
Luego, Krystal recibió una llamada de ayuda del planeta Sauria, el cual se encontraba bajo ataque por parte de los aparoides. A pesar de que muchos de los dinosaurios habitantes del planeta se habían ocultado en los bosques, aquellos que habían decidido pelear fueron asesinados. Luego de la pelea para salvar a Sauria, Fox y Krystal encontraron al Príncipe Tricky (un EarthWalker al que conocieron cuando era pequeño en Star Fox Adventures) quien ahora era un adolescente.
Mientras Fox se encontraba en Sauria, la ciudad de Corneria estaba siendo atacada por los aparoides, ellos habían colocado nulificadores de radar por toda la ciudad, de manera que Fox tuvo que ir a pie para destruirlos; una vez destruidos llega el equipo Star Wolf para ayudar al equipo Star Fox en la batalla, ellos tienen que enfrentar al General Pepper quien había sido poseído por los aparoides, finalmente logran derrotarlo, el general Pepper casi muere durante el proceso pero Peppy logra salvarlo.
Luego de la pelea, ambos equipos se enteran de que una estación espacial (usada para transportar a las personas a través del espacio) ubicada sobre Corneria está siendo atacada por hordas de aparoides, los cuales están lanzándole misiles, esta amenaza tiene que ser detenida por Star Fox y Star Wolf; luego de la batalla, Beltino Toad (el padre de Slippy) informa que ha logrado crear un programa bomba con el cual se podrá exterminar a todos los aparoides.
Star Fox y la armada de Corneria se transportan a través de las puertas para llegar al Aparoid Homeworld, sin embargo, la entrada al núcleo del planeta está cubierta por una base y un gran escudo; Peppy y ROB logran destruir la base con uno de los cañones del Great Fox, pero son rápidamente atacados por los aparoides que se lanzan contra la nave; en una maniobra desesperada, el Great Fox arremete contra el escudo que protege el núcleo del planeta y luego de estrellarse con él, estalla, logrando abrir el escudo momentáneamente.
El equipo Star Fox entra al núcleo del planeta, el equipo Star Wolf aparece también para ayudarlos, todos avanzan destruyendo aparoides, hasta que llega una gran cantidad de estos, Wolf, Leon y Panther (el equipo Star Wolf) deciden distraer a los aparoides para que Fox pueda seguir avanzando, el equipo Star Fox logra llegar donde la Reina Aparoide se encontraba, la cual emplea las voces de Peppy, ROB, el general Pepper, Pigma y James McCloud (el padre de Fox) para engañarlos, sin resultados. Fox lanza el programa bomba hecho por Beltino contra la reina, pero ella no es derrotada tan fácilmente, el equipo Star Fox tiene que enfrentar a la forma final de la reina, luego de una larga pelea final, finalmente logra derrotarla con lo que todos los aparoides son completamente destruidos.
Una vez que Fox y sus amigos logran salir del planeta, descubren que Peppy y ROB consiguieron sobrevivir de la explosión del Great Fox, ya que encontraron una nave de escape justo un momento antes del estallido. No queda completamente claro si logró escapar el equipo Star Wolf, pero Fox cree que lograron sobrevivir y agradece a todos mientras se van a casa.

## Sistema de Juego
En Star Fox: Assault hay tres diferentes sistemas de juego dependiendo la situación en la que se encuentre el jugador.

### Misiones en Arwing
El manejo de la Arwing (nave de combate del equipo Star Fox) es similar al que se ha empleado en los juegos anteriores, el jugador puede volar la nave en el espacio, o pegado al suelo para eliminar a los enemigos; el control de altura y dirección se lleva a cabo con el joystick del control.
- Directo: Cuando los niveles son rectos, solo hay que seguir un camino predeterminado directo hasta el final del nivel.
- All Range Mode: Se puede volar la Arwing con libertad a lo largo y ancho de todo el escenario.

En este juego además, se creó la posibilidad de "saltar" hacia afuera de la nave en algunos niveles, atacando desde el ala de esta.
Las Arwing cuentan con láseres que pueden ser simples (un rayo verde), medios (dos rayos verdes) o avanzados (dos rayos azules de fuego rápido) los cuales se disparan con el botón A, se puede también cargar un disparo más fuerte manteniendo apretado el botón; así como con bombas utilizables con el botón B.
También se pueden hacer maniobras más complejas, como por ejemplo los "Barrel Roll" que consisten en girar la nave para esquivar los ataques enemigos (los cuales se realizan apretando el botón L) o activar los frenos para que la arwing dispare a un punto fijo (los cuales se activan presionando el botón R).

### Misiones en Landmaster
El manejo del Landmaster (tanque de batalla del equipo Star Fox) es similar al de las Arwing, el tanque puede disparar (los mismos tres niveles de tiro que las Arwing), cargar un disparo más fuerte o hacer un "Barrel Roll", finalmente el Landmaster puede elevarse en el aire por un corto período, también puede golpear a los enemigos con un boost que tiene (presionando el botón Y o B).

### Misiones a Pie
Existen misiones en el juego donde el jugador tendrá que utilizar al personaje "a pie", el personaje está equipado con una pistola simple, sin embargo existen armas más poderosas que puede obtener a lo largo del juego.
Los controles básicos permiten moverse en cualquier dirección, disparar, saltar o efectuar una maniobra evasiva.

## Modos de Juego

### Un Jugador
Es el modo principal del juego, tiene diferentes tipos de juego, todos tienen tres niveles de dificultad (oro, plata y bronce) entre los que varía la resistencia y cantidad de los enemigos así como los objetivos a cumplir.
Durante el transcurso de las misiones presentadas en este modo de juego pueden obtenerse diversas recompensas que sirven para desbloquear determinadas opciones del juego. Estas recompensas son:
- Medalla de Bronce: Obtenida solo al jugar en el nivel de dificultad bronce, es necesario alcanzar una determinada puntuación, cumplir los objetivos de la misión y que ninguno de tus compañeros sea destruido.
- Medalla de Plata: Obtenida solo al jugar en el nivel de dificultad plata, es necesario alcanzar una determinada puntuación, cumplir los objetivos de la misión y que ninguno de tus compañeros sea destruido.
- Medalla de Oro: Obtenida solo al jugar en el nivel de dificultad oro, es necesario alcanzar una determinada puntuación, cumplir los objetivos de la misión y que ninguno de tus compañeros sea destruido.
- Banderas: Son banderas ocultas alrededor del nivel que se estén jugando, existen cinco banderas en cada nivel (cincuenta en todo el juego) que deberán ser encontradas por el jugador. Algunas están colocadas en lugares escondidos, otras se obtienen derrotando enemigos.

- Moneda Estrella:Se obtiene al completar una misión con todos los integrantes del equipo sin retirarse.

En este modo de juego se archivan automáticamente los puntajes máximos obtenidos en cada una de las misiones.

#### Misiones
La secuencia de misiones disponible en el juego es:
- Misión I - Fortuna: A New Enemy - Arwing
- Misión II - Katina: Frontier Base Battle - A Pie, Landmaster
- Misión III - Sargasso Region: Hostilities Revisited - A Pie, Arwing
- Misión IV - Fichina: Into the Storm - A Pie, Landmaster, Arwing
- Misión V - Asteroid Belt: The Aparoid Menace - Arwing
- Misión VI - Sauria: Reunion - A Pie, Landmaster, Arwing
- Misión VII - Corneria: War Comes Home - A Pie, Wolfen
- Misión VIII - Orbital Gate: Incoming - Arwing
- Misión IX - Aparoid Homeworld: Breaching the Defenses - A Pie, Landmaster, Arwing
- Misión X - Homeworld Core: The Final Battle - Arwing

#### Tipos de juego
Los tipos de juego disponibles para un jugador son:
- Historia: En este tipo de juego, se jugarán las misiones del juego por completo una tras de otra hasta el escenario final.
- Misión: Según se vayan completando las misiones en el modo historia, estarán disponibles en este modo para ser jugadas en cualquier momento, aquí se pueden obtener las medallas, banderas o puntuaciones máximas que no se consiguieron al jugar el modo de historia.
- Survival: Este es un tipo de juego oculto, para obtenerlo es necesario terminar el modo historia por lo menos una vez en cualquier dificultad, en este tipo de juego, se juega el modo de historia pero no se pueden grabar los avances realizados; de manera que el objetivo es terminar el juego completo de una sola vez, sin poder apagar la consola.

### Multijugador
Es un modo de batalla de uno a cuatro jugadores. Estos se enfrentarán en un combate todos contra todos en los diferentes vehículos disponibles. Los vehículos usables variarán de acuerdo con el escenario elegido.
Los personajes que pueden elegirse en este modo de juego son:
- Fox McCloud
- Falco Lombardi
- Krystal
- Slippy Toad
- Wolf O'Donnell (desbloqueable)
- Peppy Hare (desbloqueable)

En cuanto a los vehículos, se pueden ir
- En Arwing
- En Landmaster
- En Wolfen (desbloqueable)
- A pie

ESCENARIOS
- Simple Mapa #1
- Simple Mapa #2
- Simple Mapa #3
- Simple Mapa #4 (desbloqueable)
- Simple Mapa #5 (desbloqueable)
- Katina Outpost (desbloqueable)
- Inner Sargasso Hideout (desbloqueable)
- Outer Sargasso Hideout (desbloqueable)
- Fichina (desbloqueable)
- Planeta Sauria (desbloqueable)
- Corneria City (desbloqueable)
- Space Station (desbloqueable)
- Aparoide City (desbloqueable)
- Titania Desert (desbloqueable)
- Great Fox
- Zoness Sea Base (desbloqueable)

### Juego Especial
Como recompensa por obtener todas las medallas de plata del juego, se desbloqueará la opción de jugar Xevious (un juego de arcade de naves lanzado por Namco en 1982).

## Personajes

### Equipo Star Fox
Cuando los aparoides invadieron el Sistema Lylat, el equipo Star Fox fue contratado por el general Pepper para detener la invasión.

#### Pilotos
En este juego, el equipo Star Fox cuenta con los siguientes pilotos:
- Fox McCloud: Es el líder del equipo Star Fox. Hijo del primer líder del equipo, James McCloud. Al conocer la muerte de su padre por Andross jura vengarle y seguir sus pasos como cazarrecompensas al servicio del ejército de Corneria. Es un experto en artes marciales y muy hábil en el manejo del Arwing. tiene cierto interés en Krystal que va más allá de simple compañerismo. Su apariencia es la de un zorro antropomórfico.
- Falco Lombardi: Es el piloto más hábil del equipo Star Fox, su actitud es la de un ser misterioso, como siempre, pero se ha suavizado un poco luego de lo ocurrido en juegos anteriores, que se había retirado del equipo en Star Fox Adventures pero retornó ya que "el equipo es como la familia" (aunque según él solo trabaja por dinero). Muy hábil con el Arwing. Su apariencia es la de un faisán antropomórfico.
- Slippy Toad: Es el mecánico del equipo Star Fox. Es el encargado de hacer reparaciones y mejoras en todo el arsenal del equipo. Durante 8 años trabajó para I+D del ejército de Corneria. Suele meterse en problemas aunque ha madurado a través de los años y se ha vuelto más responsable, expresa lo que siente con más facilidad que los otros miembros del equipo. Su apariencia es la de un sapo antropomórfico.
- Krystal: Es la nueva miembro del equipo Star Fox, telépata del equipo. Fue rescatada por Fox en Sauria (Dinosaur Planet). Es, además, la única superviviente de su planeta, Cerinia, destruido por Andross. Se preocupa mucho por los demás y se enoja difícilmente. Ama a Fox y lo muestra de forma muy sutil, sin embargo no lo declara por completo. Su apariencia es la de una zorra antropomórfica de pelaje azul.

#### Miembros de Soporte
Existen además miembros de soporte, que aunque no ejercen las funciones de piloto completamente, colaboran activamente con el equipo:
- Peppy Hare: Es el consejero del equipo Star Fox, antes era uno de los pilotos pero dada su avanzada edad tuvo que retirarse, le da a los miembros del equipo información valiosa y los orienta en las misiones, además les envía Arwings y Landmasters mediante el Sistema de Transferencia del Great Fox. Su apariencia es la de una liebre macho antropomórfico.
- ROB 64: ROB 64 es el piloto androide del Great Fox, al igual que la misma nave, fue actualizado y reparado después de Star Fox Adventures.

### Equipo Star Wolf
Poco después de la derrota de Andross, el equipo Star Wolf se trasladó a una estación espacial abandonada ubicada en la Zona Espacial de Sargasso como guarida. Pigma fue expulsado del equipo por su codicia y Andrew dejó el equipo para preparar una rebelión, poco después Panther Caroso se uniría al equipo.
- Wolf O'Donnell: También conocido como Lord O'Donnell, es el líder del equipo Star Wolf y de la zona espacial de Sargasso. Mantiene una rivalidad con Fox por razones desconocidas. Finalmente ha rescatado a Fox dado que él "es el único que puede derrotarlo". Su apariencia es la de un lobo antropomórfico.
- Leon Powalski: Es un asesino muy hábil, segundo al mado del equipo Star Wolf. Es rival de Falco, es el único miembro de Star Wolf (aparte del mismo Wolf) que pertenece al grupo desde Star Fox 64. Su apariencia es la de un camaleón antropomórfico.
- Panther Caroso: Es un casanova, el nuevo miembro del equipo Star Wolf, es un piloto muy hábil, siempre se le puede encontrar coqueteando con Krystal así como con cualquier otra mujer que ve. Fue reclutado en el equipo Star Wolf luego de que Andrew y Pigma dejaran el equipo. Su símbolo es una rosa roja de la que él dice que "todo aquel que la vea, morirá". Su apariencia es la de una pantera antropomórfica.

### Otros Personajes
- General Pepper: Es el comandante en jefe de las fuerzas de defensa de Corneria. Su apariencia es de un perro rojo.
- Beltino Toad: Padre de Slippy, es el director de investigación de las fuerzas de defensa de Corneria. Su apariencia es similar a la de Slippy, es un poco más alto y usa lentes.
- Príncipe Tricky: Tricky es el príncipe de los Earthwalkers, habitante del planeta Sauria, fue nombrado miembro honorario del Equipo Star Fox al final de Star Fox Adventures. Su apariencia es la de un styracosaurio violeta y anaranjado. Tricky aparece en su forma adolescente desde el final de la mission Sauria.
- Andrew Oikonny: Es el sobrino de Andross, exmiembro del equipo Star Wolf, en el juego organiza una rebelión para vengar la derrota de su tío. Su apariencia es la de un mandril antropomórfico.
- Pigma Dengar: Exmiembro del equipo Star Wolf, así como exmiembro del primer equipo Star Fox; fue echado del equipo Star Wolf por su codicia. Su apariencia es la de un cerdo antropomórfico. Desde el final de la mission Asteroids Belt, el equipo Star Fox al derrotar a Pigma, de alguna manera la cara mutada de Pigma explota, eliminando a Pigma de una vez por todas, realmente se fue para siempre, pero Pigma vuelve a aparecer en el siguiente juego Star Fox Command
- Reina Aparoide: Es la reina y líder de la raza.

### Aparoides
Los aparoides son criaturas como insectos, son en parte máquinas y en parte formas de vida, son los villanos principales del juego; estas criaturas son capaces de infectar otras formas de vida y máquinas y luego transformarlos en aparoides; en el juego este proceso se llama "Aparoideación". 
Los aparoides más grandes contienen una Memoria Genética que contiene instrucciones así como información para llegar al Aparoid Homeworld (planeta de origen de los aparoides), en este planeta vive la Reina Aparoide (quien es la que lidera a toda su especie).
Todos los aparoides están conectados mutuamente, y son susceptibles a la apoptosis.

## Vehículos
Los vehículos que aparecen en el juego son los siguientes:
- Arwing: Una Arwing es una nave de batalla, perteneciente al equipo Star Fox, el diseño de la nave tiene forma de "A", sus colores característicos son azul y blanco.
- Landmaster: El Landmaster es el tanque de batalla perteneciente al equipo Star Fox, tiene la capacidad de elevarse por un determinado período, sus colores característicos son azul y blanco.
- Great Fox: El Great Fox es la nave principal del equipo Star Fox, utilizada como base de operaciones del equipo, cuenta con dos poderosos cañones y un sistema de transferencia de larga distancia (mediante el que son enviados Arwings y Landmasters a los miembros del equipo).
- Wolfen: Una Wolfen es una nave de batalla, perteneciente al equipo Star Wolf, el diseño de la nave tiene forma de "W", sus colores característicos son rojo oscuro y negro.

## Ítems

### Armas de a pie
- Blaster: Arma estándar, puede ser disparada continuamente o se puede cargar un disparo más potente, tiene munición ilimitada.
- Gatling Gun: Arma de fuego rápido, mucha potencia pero poca puntería a la distancia.
- Homing Launcher: Un lanzamisiles con capacidades de seguimiento.
- Machine Gun: Arma de fuego rápido que es un poco menos poderosa que la Gatling Gun, es buena para eliminar grupos de pequeños enemigos.
- Plasma Cannon: Arma de fuego rápido con munición ilimitada, solo es usable cuando se está en el ala del Arwing.
- Sniper Rifle: Es un arma poderosa que puede vencer grandes enemigos con un solo tiro, solo puede usarse cuando se está apuntando.
- Grenade: Puede ser lanzada a los enemigos y estalla luego de unos segundos.
- Sensor Bomb: Bomba que puede ser colocada en el suelo, estalla si un objeto en movimiento se acerca mucho (sin importar si es amigo o enemigo).

### Objetos
- Barrera: Un escudo defensivo que refleja los ataques enemigos (solo es disponible cuando se está a pie).
- Kit de primeros auxilios: Recupera salud del jugador (puede ser verde, plateado o dorado).
- Aumento de Poder: Puede aumentar el poder de los disparos del Arwing o del Landmaster (puede ser verde o rojo).
- Shield Ring: Recupera el escudo de un vehículo (puede ser plateado o dorado).
- Regenerador 1-Up: Da una vida extra al jugador.

### Municiones de Arwing / Wolfen
- Bomba Inteligente Tipo B: Una bomba con gran potencia y buen alcance.
- Bomba Cluster Tipo C: Bomba de uso de aire a suelo. Dispersa pequeñas municiones explosivas para cubrir gran área.

### Armas Exclusivas de Multijugador
- Booster Pack: Solo para uso cuando se está a pie, permite elevarse y volar por un determinado período.
- Demon Launcher: Una versión mejorada del homing launcher, destruye todo en un solo tiro.
- Demon Sniper: Una versión mejorada del sniper rifle, también destruye todo en un solo tiro.
- Fireburst Pod: Un explosivo muy poderoso que lanza un juego de granadas que cubren un gran área.
- Missile Launcher: Lanza un misil guiado por el jugador que puede ser dirigido con el control stick.
- Predator Missile: Es un arma estacionaria, un láser que activa un misil antiaéreo.
- Stealth Suit: Solo para uso cuando se está a pie, hace al jugador invisible por un corto período.
- Shield Ring (Platino): Restaura al 100% el escudo de una nave (a diferencia de los Shield Rings dorados y plateados, estos tienen forma de estrella).